# Гайд-Парк (округ Беркс, Пенсільванія)
Гайд-Парк (англ. Hyde Park) — переписна місцевість (CDP) в США, в окрузі Беркс штату Пенсільванія. Населення — 2806 осіб (2020).

## Географія
Гайд-Парк розташований за координатами 40°22′33″ пн. ш. 75°55′27″ зх. д. / 40.37583° пн. ш. 75.92417° зх. д. (40.375785, -75.924057).  За даними Бюро перепису населення США в 2010 році переписна місцевість мала площу 1,30 км², з яких 1,30 км² — суходіл та 0,00 км² — водойми.

## Демографія
Згідно з переписом 2010 року, у переписній місцевості мешкало 2528 осіб у 1026 домогосподарствах у складі 619 родин. Густота населення становила 1942 особи/км².  Було 1098 помешкань (844/км²).
Расовий склад населення:
| - 81,0 % — білих - 3,4 % — чорних або афроамериканців - 0,9 % — азіатів - 0,2 % — корінних американців - 10,1 % — осіб інших рас |

До двох чи більше рас належало 4,3 %. Частка іспаномовних становила 23,2 % від усіх жителів.
За віковим діапазоном населення розподілялося таким чином: 24,6 % — особи молодші 18 років, 57,7 % — особи у віці 18—64 років, 17,7 % — особи у віці 65 років та старші. Медіана віку мешканця становила 39,1 року. На 100 осіб жіночої статі у переписній місцевості припадало 97,7 чоловіків;  на 100 жінок у віці від 18 років та старших — 93,3 чоловіків також старших 18 років.
Середній дохід на одне домашнє господарство  становив 54 144 долари США (медіана — 52 168), а середній дохід на одну сім'ю — 58 191 долар (медіана — 52 371). Медіана доходів становила 42 444 долари для чоловіків та 35 395 доларів для жінок. За межею бідності перебувало 9,6 % осіб, у тому числі 9,3 % дітей у віці до 18 років та 11,4 % осіб у віці 65 років та старших.
Цивільне працевлаштоване населення становило 1417 осіб. Основні галузі зайнятості: науковці, спеціалісти, менеджери — 21,1 %, освіта, охорона здоров'я та соціальна допомога — 19,5 %, виробництво — 14,7 %, роздрібна торгівля — 12,5 %.